# ارپ-مر
شهر ارپ-مر (به فرانسوی: Erpe-Mere) در شهرستان الست در استان فلاندری شرقی در منطقه فلاندری در کشور بلژیک واقع شده‌است.